# Bobby Vinton
Stanley Robert Vinton, ismertebb nevén Bobby Vinton (Canonsburg, Pennsylvania, 1935. április 16. –) amerikai énekes, dalszerző, színész. „Blue Velvet” című számával lett ismert; a dal második helyezett lett a brit kislemezlistán és első a Billboard Hot 100 amerikai slágerlistán.

## Diszkográfia

### Stúdióalbumok
- 1961: Dancing at the Hop
- 1961: Bobby Vinton Plays for His Li'l Darlin's
- 1962: Roses Are Red (US #5)
- 1962: Bobby Vinton Sings the Big Ones (US #137)
- 1963: The Greatest Hits of the Golden Groups
- 1963: Blue on Blue (US #10)
- 1964: There! I've Said It Again (US #8)
- 1964: Tell Me Why (US #31)
- 1964: A Very Merry Christmas (US #13)
- 1964: Mr. Lonely (US #18)
- 1965: Bobby Vinton Sings for Lonely Nights (US #116)
- 1965: Drive-In Movie Time
- 1966: Bobby Vinton Sings Satin Pillows and Careless (US #110)
- 1966: Country Boy
- 1967: Bobby Vinton Sings the Newest Hits
- 1967: Please Love Me Forever (US #41)
- 1968: Take Good Care of My Baby (US #164)
- 1968: I Love How You Love Me (US #21)
- 1969: Vinton (US #69)
- 1970: My Elusive Dreams (US #90)
- 1970: Sounds of Love (on sax)
- 1972: Ev'ry Day of My Life (US #72)
- 1972: Sealed With a Kiss (US #77)
- 1974: Melodies of Love (US #16)
- 1974: If That's All I Can
- 1974: With Love (US #109)
- 1975: Heart of Hearts (US #108)
- 1975: The Bobby Vinton Show (US #161)
- 1976: Serenades of Love
- 1976: Party Music ~~ 20 Hits
- 1977: The Name Is Love (US #183)
- 1979: 100 Memories
- 1980: Encore
- 1987: Santa Must Be Polish
- 1988: Bobby Vinton
- 1989: Timeless
- 1990: Great Songs of Christmas
- 1992: As Time Goes By

### Koncertlemezek
- 1966: Live at the Copa

### Válogatásalbumok
- 1964: Bobby Vinton's Greatest Hits (US #12)
- 1966: More of Bobby's Greatest Hits
- 1970: Bobby Vinton's Greatest Hits of Love (US #138)
- 1970: Vinton Sings Vinton
- 1971: The Love Album (US #204)
- 1971: To Each His Own
- 1972: Bobby Vinton's All-Time Greatest Hits (US #119)
- 1973: The Bobby Vinton Treasury （Columbia House 6LP set）
- 1973: Bobby Vinton Gold Disk (Epic Japan)
- 1973: Bobby Vinton: Grandes Exitos
- 1974: The Many Moods of Bobby Vinton (Columbia House 2LP set)
- 1974: The Many Moods of Bobby Vinton: Bobby Vinton...in Love (Columbia House)
- 1974: Hurt: Best of Bobby Vinton (Holland)
- 1975: Best of Bobby Vinton, 2 (Holland)
- 1975: Bobby Vinton Sings the Golden Decade of Love (US #154)
- 1976: Best of Bobby Vinton
- 1976: K-Tel Presents Bobby Vinton - 20 Greatest Hits
- 1976: Bobby Vinton's Greatest Hits/Greatest Hits of Love
- 1978: Bobby Vinton
- 1978: Autumn Memories
- 1979: Spring Sensations
- 1979: Summer Serenades
- 1979: The Million Selling Records of Bobby Vinton (Candlelites)
- 1980: My Song
- 1981: Polka Album (Tapestry Records)
- 1981: Bobby Vinton's Greatest Hits
- 1982: Bobby Vinton Songbook(Holland)
- 1982: The Very Best of Bobby Vinton (Holland)
- 1983: His Heart-Touching Magic (Suffolk Marketing)
- 1985: The Best of Bobby Vinton (Heartland music)
- 1985: Ballads of Love (Heartland music)
- 1990: Bobby Vinton's Greatest Hits
- 1990: Blue Velvet (UK #67)
- 1991: Mr. Lonely: His Greatest Songs Today (Curb Records)
- 1991: Greatest Polka Hits of All Time (Curb Records)
- 1991: 16 Most Requested Songs (US #199)
- 1991: Roses Are Red My Love(Beautiful Music Company)2LP set
- 1992: Sealed With a Kiss (Epic Germany)
- 1993: The Essence of Bobby Vinton
- 1994: Bobby Vinton; His Greatest Hits and Finest Performances
- 1994: My Greatest Hits (K-tel)
- 1995: The Ultimate Bobby Vinton (Belgium)
- 1995: Kissin' Christmas: The Bobby Vinton Christmas Album
- 1995: Roses Are Red
- 1997: 36 All time Greatest hits (Timeless Music)3 CD set
- 1998: Bobby Vinton Sings Blue Velvet: His Greatest Hits (Európa)
- 2000: Blue on Blue (with Andy Williams)2 CD set
- 2001: Bobby Vinton (U.K. Curb Records)
- 2001: The Very Best of Bobby Vinton (TV music 2CD set)
- 2001: Mr. Lonely/Country Boy
- 2001: Sealed With a Kiss/With Love
- 2001: Tell Me Why/Sings For Lonely Nights
- 2002: Ev'ry Day of My Life/Satin Pillows and Careless
- 2002: Take Good Care of My Baby/I Love How You Love Me
- 2002: Please Love Me Forever/My Elusive Dreams
- 2002: Live at the Copa/Drive-In Movie Time
- 2002: Greatest Hits
- 2002: 20 All-Time Greatest Hits
- 2002: The Legend
- 2002: Melodies of love
- 2003: Ultimate collection
- 2003: Million Dollar Polkas (Beautiful Music Company)
- 2003: Love Songs
- 2003: All-Time Greatest Hits(Varese Sarabande)
- 2004: The Best of Bobby Vinton
- 2002: Essential Bobby Vinton (Poland)
- 2005: The Great Bobby Vinton (Austaralia)3CD set
- 2005: Collections(Epic , Canada)
- 2006: Because of You: The Love Songs Collection (Varese Sarabande)
- 2008: Melodies of Love / Heart of Hearts
- 2014: Roses are red (U.K. Jasmin)
- 2015: A Very Merry Christmas: The Complete Christmas Collection
- 2016: Bobby Vinton Forever (Holland)
- 2021: Early years (U.K. Acrobat)